# Rio Madeira
 (juillet 2025).
Pour les articles homonymes, voir Madeira (homonymie).

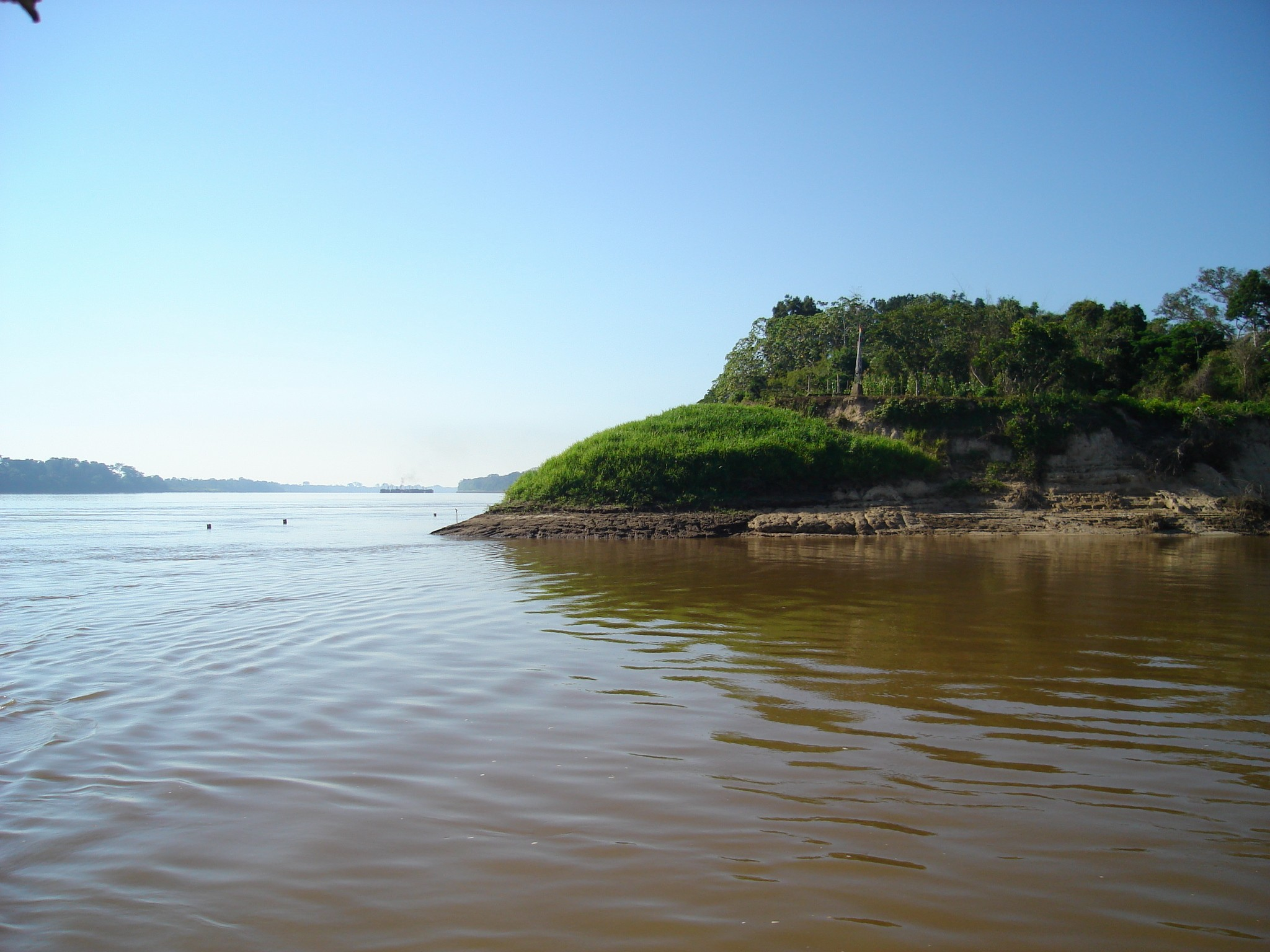
Le confluent entre le río Abuná (à droite et à l'avant-plan) et le Madeira (à gauche). L'éperon de terre au centre constitue le point le plus septentrional de la Bolivie. À l'extrême gauche : le territoire brésilien.

Le rio Madeira ou río Madera est un cours d'eau majeur de l'Amérique du Sud. Sa longueur totale est de 4 207 km, formateurs et bras secondaires compris. C'est le plus long affluent de l'Amazone et le seul qui reçoive les eaux issues de la partie de la cordillère des Andes située dans l'hémisphère sud. En espagnol, Madeira (bois) se dit Madera. De ce fait, on trouve l'un ou l'autre nom au long de son parcours.
Son bassin de 1 420 000 km2, réparti sur le Brésil, la Bolivie et le Pérou, lui donne un débit de plus ou moins 32 000 m3/s, soit deux fois plus que le Mississippi ou le Gange. S'il n'était pas un affluent, il serait considéré par son débit comme le 6e fleuve du monde après l'Amazone (209 000 m3/s), le Congo (41 000 m3/s), le système Gange-Brahmapoutre-Meghna (41 000 m3/s), l'Orénoque (37 000 m3/s), et le Yangzi Jiang (34 000 m3/s).

## Description générale du cours du Madeira
La longueur du Madeira la plus souvent citée est de 3 380 km depuis son embouchure principale dans l'Amazone jusqu'à la source de l'Ichilo, branche mère du Mamoré, mais elle dépasse 4 200 km si on prend en compte la source la plus lointaine du río Grande ou río Guapay, et l'embouchure secondaire Paraná-Urariá-Paraná do Ramos. Le Madeira est ainsi un des trois plus longs affluents au monde, comparable à l'Irtych (affluent de l'Ob) et au Missouri (affluent du Mississippi).
Cette source la plus lointaine se situe au milieu du plateau bolivien à l'ouest du Cochabamba, la modeste rivière prend alors la direction du sud-est puis franchit la cordillère orientale des Andes boliviennes sous le nom de río Grande ou río Guapay. Il aboutit dans la plaine du Chaco bien au sud de Santa Cruz de la Sierra, puis décrit, dans les immenses plaines orientales boliviennes, une large courbe, loin autour de Santa Cruz, pour se diriger au nord-ouest, puis au nord vers les régions équatoriales. Dans les plaines orientales de Bolivie, le rio Grande rejoint le río Mamoré. Ce dernier conflue avec le río Guaporé né au Brésil, puis fait frontière avec ce pays. Il rejoint alors le puissant Beni, pour donner naissance au Madeira qui reçoit encore de Bolivie sur sa gauche la rivière Abuná, puis sort définitivement du territoire bolivien, au niveau de la localité de Manoa, et se dirige vers le nord-est, vers l'Amazone.
On peut diviser son bassin (ainsi que son parcours) en deux sous-bassins, le bassin supérieur (deux tiers de la surface de drainage) au sein de la cuvette essentiellement bolivienne du Madera-Mamoré-Beni et le bassin inférieur dans la cuvette amazonique brésilienne.
À la limite entre les deux bassins, le cours du Madeira est entrecoupé de nombreux rapides spectaculaires (cachoeiras). C'est la portion moyenne du cours du Madeira.

## Bassin supérieur ou bassin du Madeira-Mamoré-Beni
La superficie totale du bassin supérieur est de 887 990 km2, soit plus que les surfaces de la France et de l'Italie réunies.
Pour la seule Bolivie, plus de 250 rivières s'écoulent vers le Madeira sur 714 415 km2. En fait, le bassin du Madeira constitue les deux tiers de la surface de ce pays.
Il est constitué par l'ensemble des territoires situés en amont de Manoa, localité située à la frontière brasilo-bolivienne. Ce bassin supérieur comprend donc toute la partie bolivienne du bassin  du Madeira, mais aussi quelques territoires péruviens (Madre de Dios) et brésiliens (Guaporé).
On le subdivise en divers « sous-bassins » correspondant à l'aire de drainage de ses principaux contributeurs qui forment un vaste éventail convergeant à Villabella. Cet éventail de rivières comprend successivement (de l'est vers le nord-ouest) le río Guaporé (ou Itenez), le río Baures (ou río Blanco), le río Itonamas, le río Mamoré, le río Beni, le río Madre de Dios, et le río Orthon. Le río Baures et le río Itonamas rejoignent le río Guaporé qui se jette lui-même dans le río Mamoré avant le point de convergence, tandis que le río Madre de Dios et le río Orthon rejoignent le río Beni. Il convient d'y ajouter le río Abuná qui rejoint le Madeira au nord-ouest à Manoa, très exactement à la frontière brésilienne.
Quelle est la source du système Madeira ? Si, à chaque confluence, on remonte le tributaire le plus abondant, on constate que la source hydrologique du Madeira se situe au Pérou dans une zone très arrosée, à 150 km au nord de Cuzco, sous le nom de río Manú. Le río Manú rejoint le río Madre de Dios qui conflue avec le río Beni qui constitue le Madeira en se joignant le río Mamoré à Villabella.
Si, par contre, on recherche la source la plus éloignée de l'embouchure dans l'Amazone sans se préoccuper des débits, on déterminera que cette source lointaine se trouve au sud de la Bolivie, dans une région beaucoup plus sèche de la cordillère des Andes, près de la ville de Cochabamba, à la naissance d'un affluent du río Rocha. Celui-ci se jette dans le río Caine, lequel forme le río Grande, affluent du Mamoré qui rejoint le Madeira.

### Sous-bassin duMamoré
Il est très étendu avec environ 241 660 km2 de superficie (sans le rio Guaporé) et couvre une partie des départements boliviens de Beni, Santa Cruz, Cochabamba, Potosí et Chuquisaca. Les principales rivières de ce sous-bassin sont :
- Mamoré (1 054 km)
- Ichilo (branche mère orientale du Mamoré, 530 km, son cours inférieur est souvent nommé Mamorecillo)
- Chapare (branche mère occidentale du Mamoré, 400 km avec le rio Espiritu Santo)
- Secure- Isiboro (320 km)
- Tijamuchi (223 km)
- Apere (311 km)
- Yacuma-Rapulo (410 km)
- Yata (590 km)
- Ibare (320 km)
- Iténez ou Guaporé (1 530 km)
- et enfin, río Grande ou Guapay (1 438 km).

### Sous-bassin de l'Abuná
Il a une superficie totale de 32 700 km2 dont 25 870 km2 en territoire bolivien, sa longueur est de 520 km et son débit de 848 m3/s.

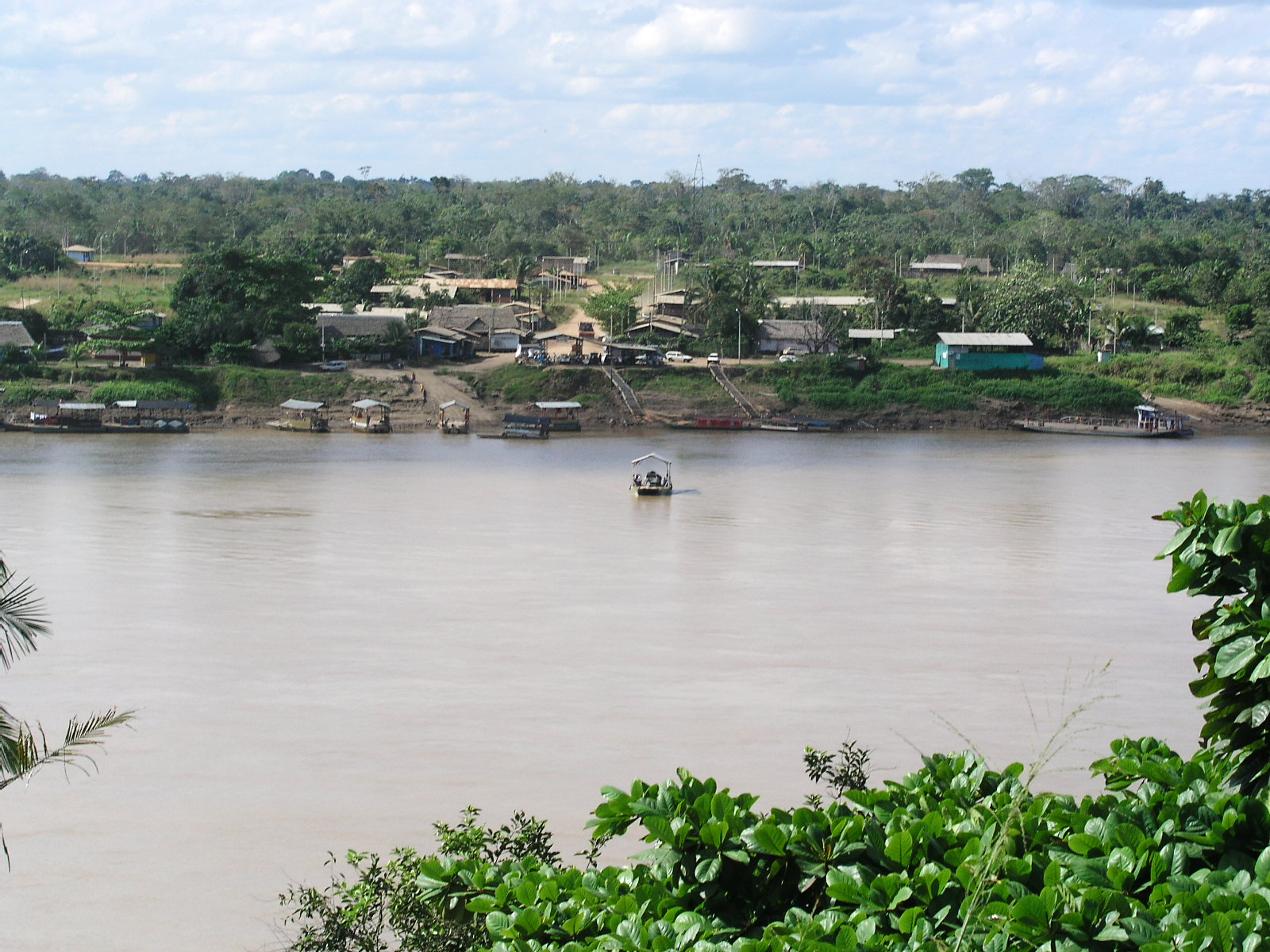
Le Madre de Dios à Puerto Maldonado au Pérou.

### Sous-bassin de l'Orthon
Superficie de 32 360 km2 dont 22 640 km2 en Bolivie. Le río Orthon naît du confluent des ríos Tahuamanú et Manuripi, dans le département de Pando, rivières qui elles-mêmes prennent naissance au Pérou dans la partie nord de la région de Madre de Dios. Il a une longueur de 233 km, depuis ce confluent jusqu'à son débouché dans le río Beni (696 km avec le rio Tahuamanú), approximativement 20 km au nord de la ville de Riberalta. Son débit moyen est de 550 m3/s.

### Sous-bassin duMadre de Dios
Le sous-bassin du río Madre de Dios a une superficie de 52 795 km2 en Bolivie et plus de 50 000 km2 au Pérou.
Il naît dans les contreforts de la cordillère Orientale des Andes péruviennes et est constitué par les ríos Manú, Alto Madre de Dios, río de Las Piedras ou Tacuatimanú, Inambari, Tambopata, qui convergent près de la ville de Puerto Maldonado au Pérou. À partir de ce point le río prend le nom de Bas Madre de Dios, et entre en Bolivie à Puerto Heath. À partir de là, il coule encore 483 km en direction SO-NE vers Riberalta, où il se jette dans le río Beni.
Le Madre de Dios est nettement plus abondant que le Beni à la confluence (6 370 m3/s contre 2 800 m3/s pour le Beni). Comme le Beni est lui-même légèrement plus abondant que le Mamoré avec lequel il s'unit pour former le rio Madeira (9 750 m3/s pour le Beni contre 8 800 m3/s pour le Mamoré), on peut considérer que le système Beni-Madre de Dios est la véritable branche-mère du Madeira, bien que constituant une branche plus courte que le système Mamoré-rio Grande.

### Sous-bassin duBeni
Il s'étend au nord-ouest de la Bolivie et englobe une partie du sud-est du Pérou (bassin du Madre de Dios), soit en tout 283 000 km2. La partie située en amont du confluent avec le Madre de Dios recouvre 133 010 km2 sur les départements boliviens de Pando, Beni, La Paz et Cochabamba.
Le Beni (dont les deux tiers des eaux viennent du Madre de Dios) est une branche essentielle du Madeira et une des plus importantes rivières de Bolivie, tant pour sa navigabilité que pour sa richesse ichtyologique. Il prend sa source dans les Yungas près de La Paz. La pente, la pluviométrie et l'érosion y sont très fortes. La teinte claire et opaque de ses eaux chargées de sédiments colore le Madeira jusqu'à sa confluence avec l'Amazone.

### Sous-bassin duGuaporé
Sa superficie en Bolivie est de 186 460 km2 dans les départements de Santa Cruz et Beni, et de plus de 100 000 km2 au Brésil, dans les États du Rondônia et du Mato Grosso. Sa longueur est de 1 300 km et il renforce d'un tiers (2 740 m3/s) le rio Mamoré. Ses trois affluents principaux, le río Paraguá, le río Baures (ou Blanco) et le río Itonamas drainent de vastes surfaces plates et marécageuses dans l'est bolivien

### À la sortie du bassin supérieur

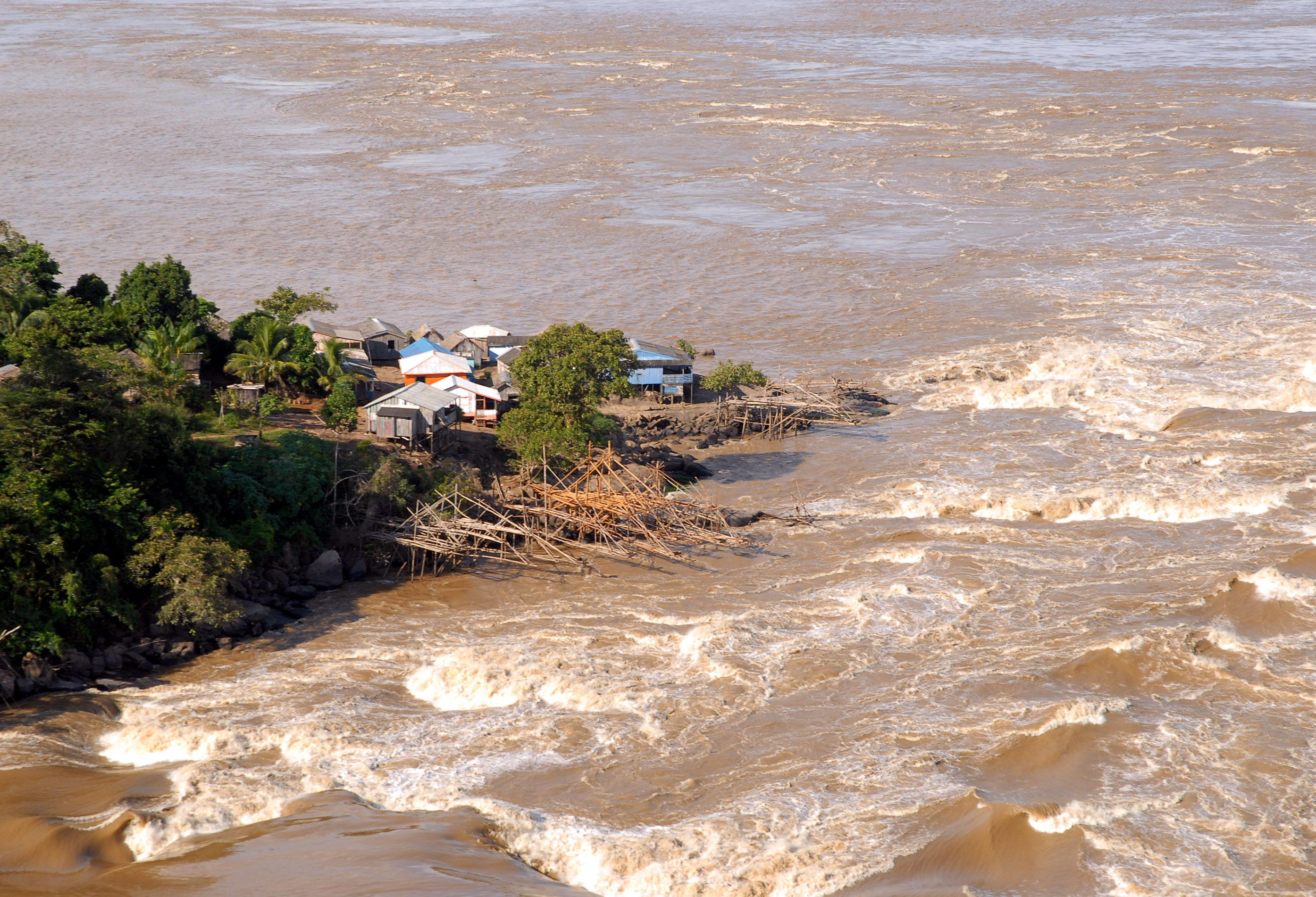
Vue des rapides de la cachoeira de Teotônio sur le cours moyen du rio Madeira en amont de Porto Velho au Brésil

Toutes ces eaux se réunissent dans les plaines des régions du Beni et du Pando en Bolivie, vaste cuvette dont 90 000 km2 se retrouvent inondés chaque année sur une hauteur de près d'un mètre, pendant une période de trois ou quatre mois. Au niveau de Manoa à sa sortie de Bolivie, le débit annuel moyen du Madeira est déjà de 572 milliards de m3, soit plus de 18 000 m3/s, c'est-à-dire plus de trois fois la totalité des eaux de surface de la France évaluées à 180 milliards de tonnes.

## Cours moyen: Rapides Guajará-Mirim - Porto Velho
Entre les villes de Guajará-Mirim (à 60 km en amont de Villabella, là où, au confluent le Beni et le Mamoré, la grande rivière va s'appeler Madeira) et de Porto Velho (Capitale du Rondônia brésilien) s'étend une section de 350 km comportant 18 cataractes (cachoeiras ou cachuelas) représentant une dénivellation de 60 mètres. C'est le tronçon moyen du cours du Madeira. Le chemin de fer Madeira-Mamoré aujourd'hui désaffecté, court en pleine Amazonie en territoire brésilien, sur une distance de 365 km, le long de cette portion non navigable, entre Porto Velho et Guajará-Mirim sur le Mamoré.
Cette succession de rapides est l'endroit planifié récemment pour construire deux grosses centrales électriques à Santo Antonio et à Jirau. En voici les principales caractéristiques :
- Santo Antonio : 3 580 MW, dénivellation de 17,3 m ; lac de 271 km2 ; coût de 2,7 milliards de dollars
- Jirau : 3 900 MW, dénivellation de 17,1 mètres ; lac de 258 km2 ; coût de 2,9 milliard de dollars.

Ce projet a été exposé en détail fin 2003.

### Projet Madeira
Il s'agit d'un projet controversé d'aménagement du río Madeira visant à faciliter la navigation sur la rivière tout en produisant de l'électricité pour le Brésil. Ce projet, né en 2003, est censé procurer des avantages économiques, en favorisant le développement économique, tant au Brésil qu'en Bolivie et même au Pérou voisin. Il consiste à noyer les cataractes et rapides caractérisant le secteur moyen du Madeira, qui entravent les communications fluviales entre les bassins inférieur et supérieur de ce dernier.
Il y est proposé de construire deux grosses centrales électriques, l'une à Santo Antonio, en aval, à quelques kilomètres à peine de Porto Velho, et l'autre à Jirau, en amont, toutes deux en territoire brésilien. Si ces projets se concrétisent, il s'agira des plus importantes centrales au monde eu égard à la puissance de la rivière (environ 20 000 m3/s de débit moyen pour ces sites) nettement supérieure à celle du rio Paraná à Itaipu (12 000 m3/s) et du Yangzi Jiang au barrage des Trois Gorges (14 300 m3/s).

### Les débits de la rivière à Porto Velho
Le débit de la rivière a été observé pendant 16 ans (1970-1985) à Porto Velho, capitale de l'état brésilien de Rondônia située à 1 353 km de son confluent avec le fleuve Amazone.
À Porto Velho, le débit annuel moyen ou module observé sur cette période était de 19 758 m3/s pour une surface prise en compte de 954 285 km2 soit 67,2 % du bassin versant total du cours d'eau.
La lame d'eau écoulée dans ce bassin atteint ainsi le chiffre de 653 millimètres par an.

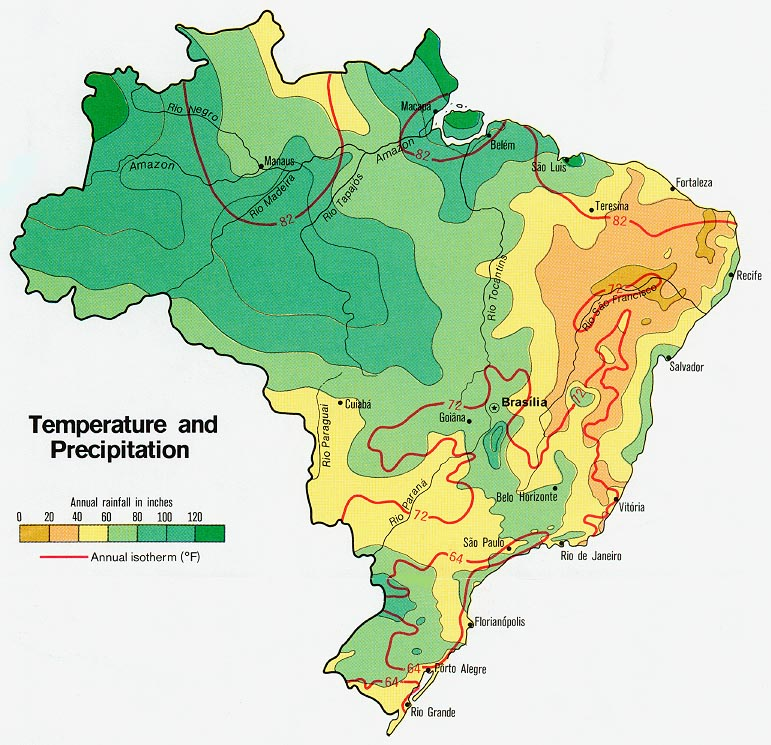
Températures et précipitations au Brésil, exprimées en pouces (un pouce=25,4 mm.)

## Bassin inférieur du Madeira
Après les chutes et rapides du bief central, le Madeira roule ses eaux dans les États brésiliens du Rondônia et Amazonas en aval de Santo Antonio. Au niveau de cette localité, la rivière coule à une altitude de 19 mètres. C'est dire que le degré de dénivellation est quasi nul dans ce bassin inférieur. Son parcours orienté du sud-ouest au nord-est est presque rectiligne entre les bassins du río Purus et du río Tapajós.
Le bassin inférieur du Madeira est presque tout entier inscrit dans une des zones à plus forte pluviosité du Brésil (voir carte pluviométrique du Brésil), si bien que le débit de la rivière s'accroît encore fortement, en raison de l'apport d'affluents importants. Son niveau monte de plus de 15 mètres pendant la saison des pluies.
Il fait encore près de 1 100 km et draine 460 000 km2 avant de se fondre dans l'Amazone un peu en aval de Manaus, renforçant de 20 % le débit du fleuve.
Dans son bassin inférieur, il est immense, accessible à de très gros bateaux y compris des navires de mer qui peuvent le remonter jusqu'aux Chutes de San Antonio, près de Porto Velho, Brésil, à 1 070 km de son estuaire. Cependant pendant la saison sèche, de juin à octobre, il est seulement navigable sur cette section pour des embarcations de moins de 2 mètres de tirant d'eau.
Il reçoit ses affluents les plus importants sur sa rive droite, et notamment le río Jamari (430 km, 750 m3/s), le rio Ji-Paraná (ou río Machado, 890 km, 2 100 m3/s), le Marmelos (500 km, 900 m3/s) et le rio Aripuanã (1 100 km, 4 100 m3/s), grossi lui-même du río Roosevelt (790 km, 2 100 m3/s) qui porte ce nom à la suite d'une expédition conduite par le président américain Theodore Roosevelt en 1913.

## Embouchure du Madeira
La jonction avec l'Amazone est complexe. Le fleuve fait barrage, parce qu'il roule quatre fois plus d'eau alors que la pente est presque nulle. En outre, la charge du Madeira en alluvions est considérable. Elle équivaut à celle du fleuve en dépit d'un débit moindre, et se dépose là ou le courant ralentit. C'est pourquoi cette embouchure est une sorte de delta étalé sur plus de 300 km le long de la rive sud de l'Amazone.
Un bras occidental (Parana Madeirinha) se détache du cours principal 200 km avant l'embouchure. Ce bras est renforcé par un affluent important, le río Preto de Igapo Açu (470 km). Il rejoint l'Amazone 12 km en amont de l'embouchure principale du Madeira, avec un débit de 1 000 m3/s.
Un bras oriental (Paraná Urariá, puis Paraná do Ramos), long de 450 km, quitte le cours principal à 100 km de l'embouchure et suit un parcours sinueux parallèle à l'Amazone en direction de l'est. Ce bras isole la grande île Tupinambarana (11 850 km2) constituée en fait de quatre îles marécageuses entourées par les bras de la rivière au sud, et le fleuve Amazone au nord. Il reçoit de nombreux affluents : rio Canumã (950 km), río Abacaxis (650 km), río Maues (400 km), río Mamuru (250 km). Il rejoint l'Amazone près de la ville de Parintins 310 km en aval du cours principal, avec un débit de 2 930 m3/s.
Si on intègre ces derniers apports au Madeira, le débit total dépasse 35 000 m3/s, comparable à celui du Yangzi Jiang. Le Madeira est ainsi le plus abondant de tous les affluents de tous les fleuves, devant le río Negro, autre affluent de l'Amazone (29 300 m3/s).
Puis, après son confluent avec l'Amazone, ses eaux feront encore bien des kilomètres avant d'atteindre enfin l'océan.

## Galerie

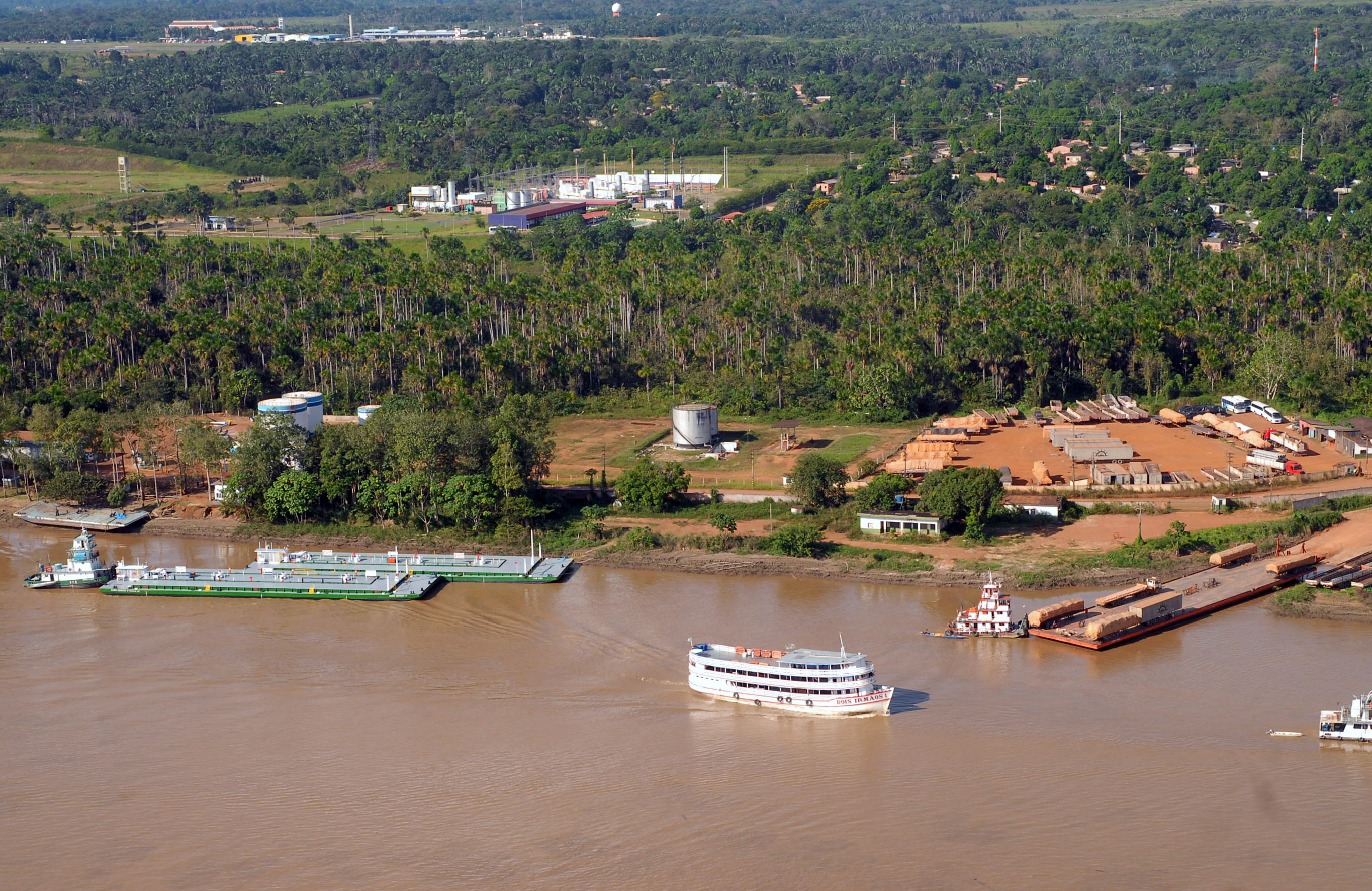
Transport de charges à Porto Velho. En période de crue, des navires de mer peuvent remonter l'Amazone puis le rio Madeira, depuis l'Atlantique jusque Porto Velho, sur une distance de plus ou moins 1.900 kilomètres.
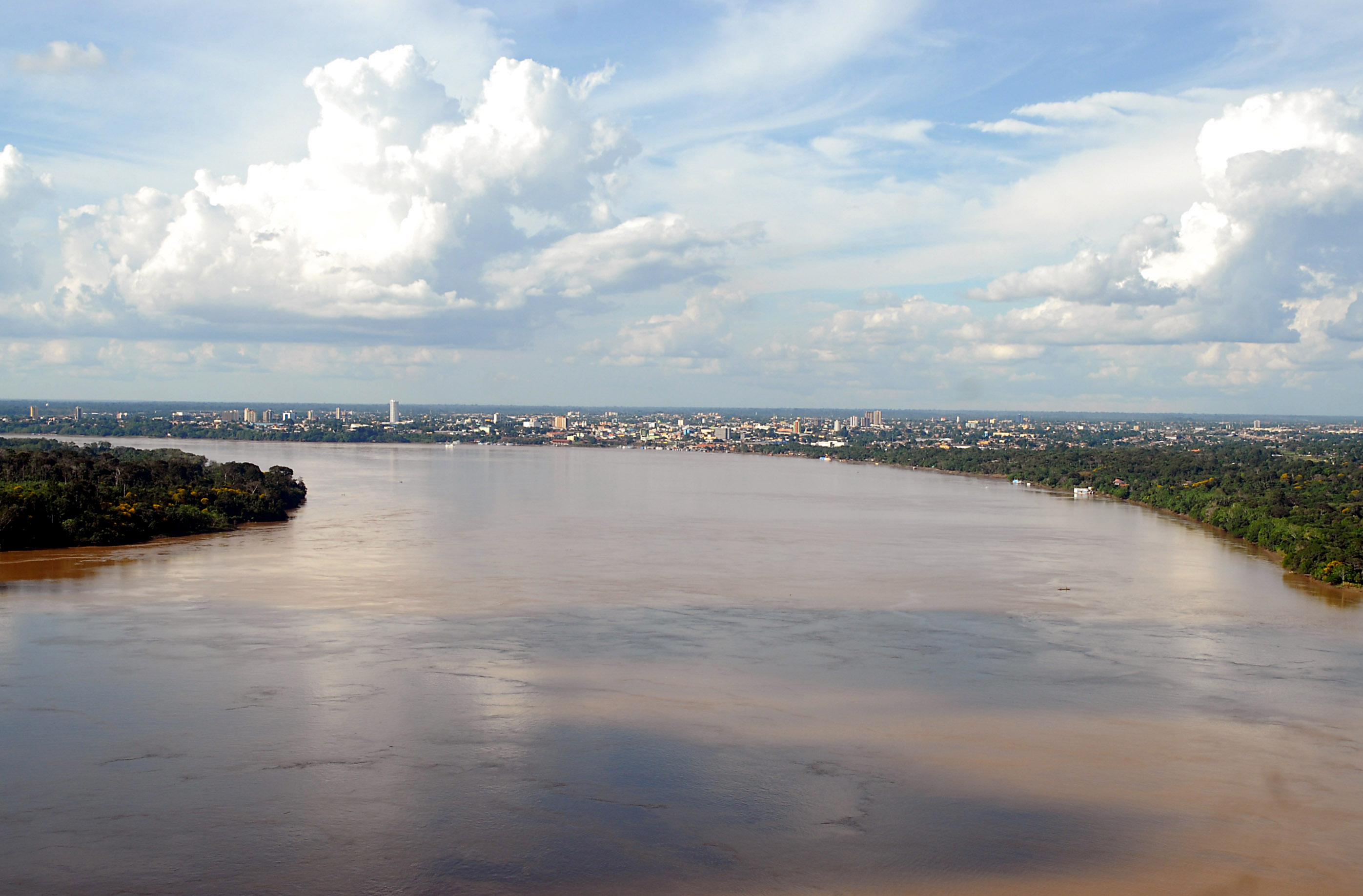
Vue aérienne de la rivière en amont de Porto Velho que l'on aperçoit dans le fond. La ville se trouve à moins de 5 km en aval des rapides de Teotônio où doit être construite la mégacentrale hydroélectrique de Santo Antonio. La Madeira est ici large de plus de 1300 mètres.
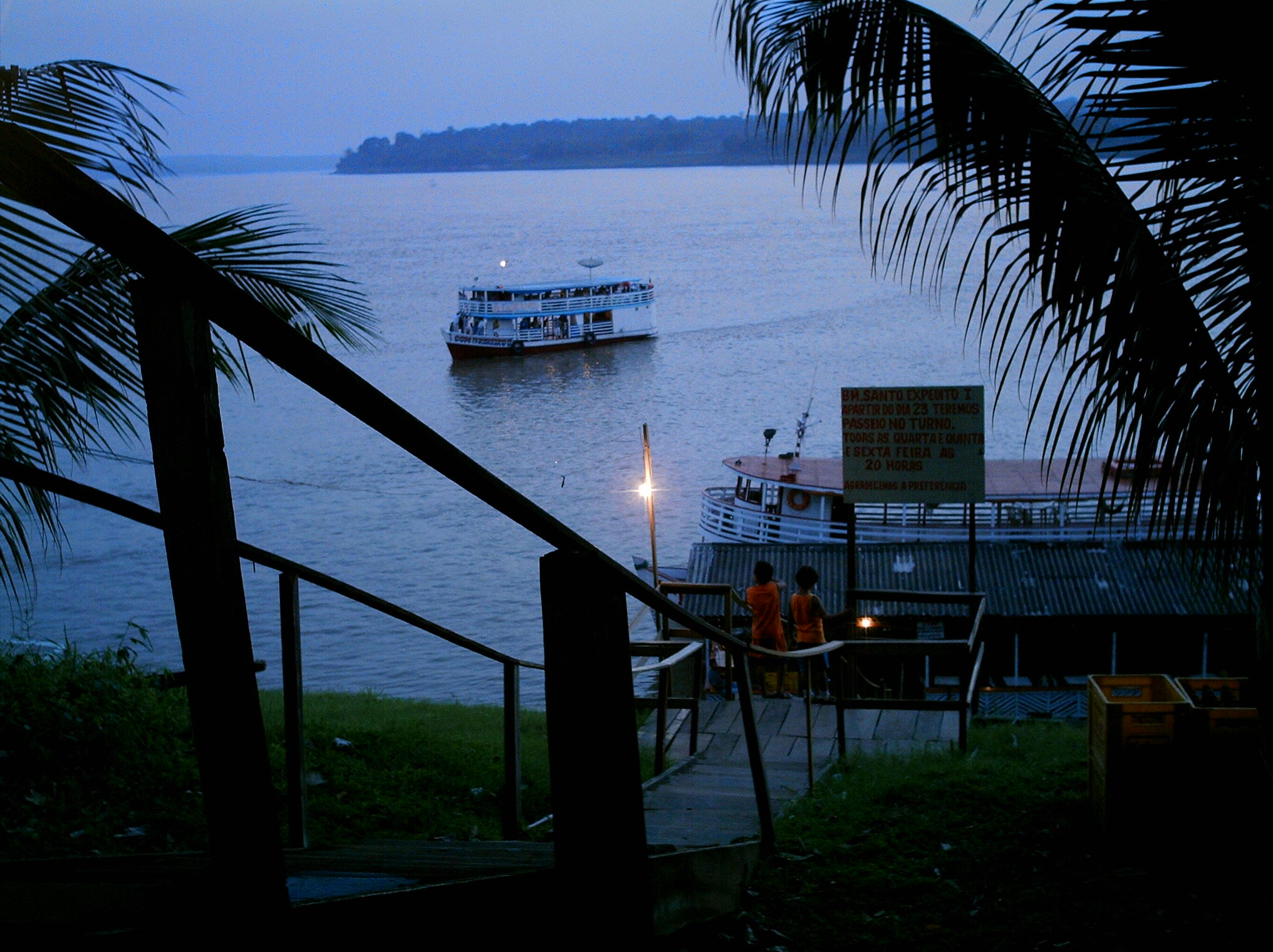
Le port de passagers de Porto Velho, à la nuit tombante.

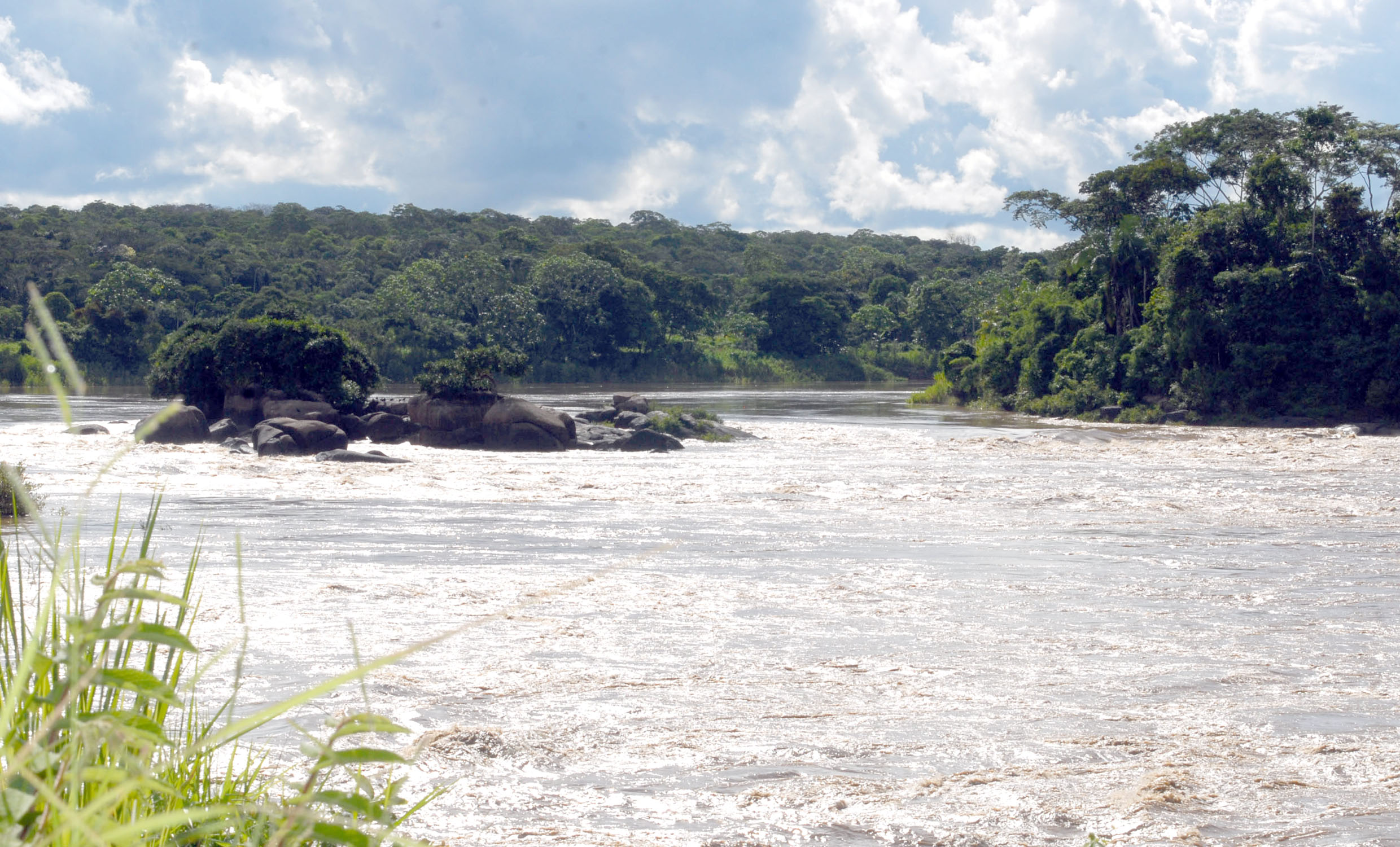
Vue de la rivière à Porto Velho
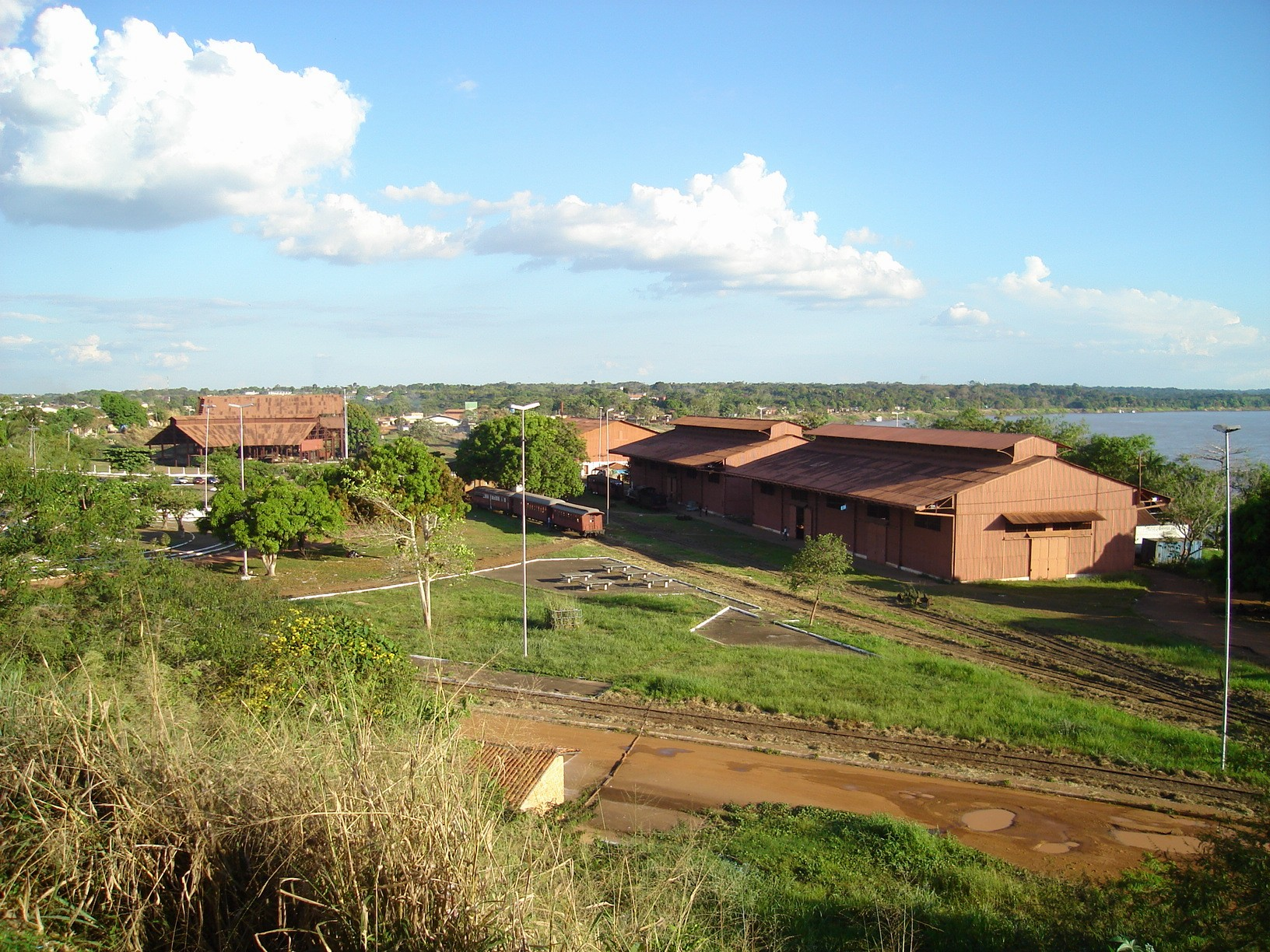
Station du vieux chemin de fer Madeira Mamoré à Porto Velho, avec la rivière en arrière-plan

## Tribu amérindienne
Une tribu amérindienne, les Parentintins vivent près de cette rivière.

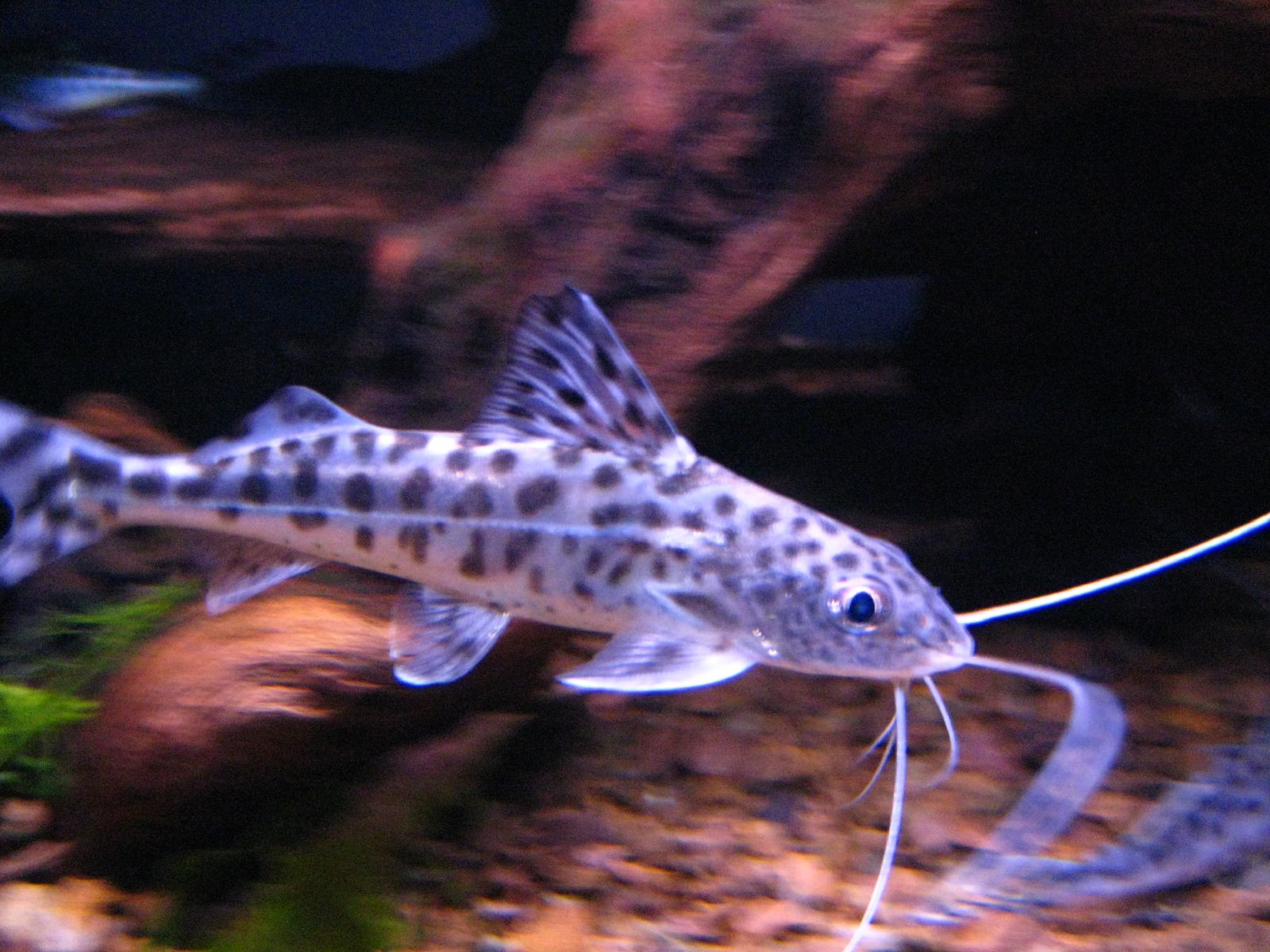
Pimelodus pictus, un poisson-chat

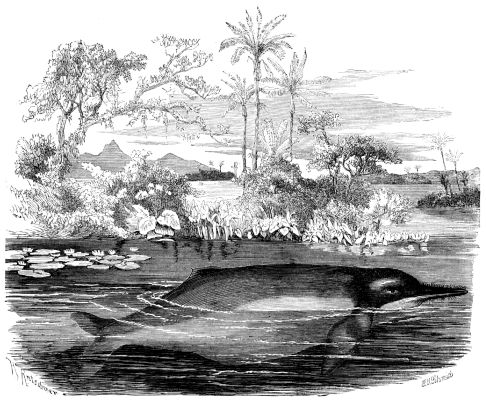
Représentation du Boto ou dauphin de l'Amazone

## Faune du bassin du rio Madeira

### Ichtyofaune
La faune ichtyologique du haut bassin du rio Madeira, en Bolivie surtout, est connue pour être particulièrement riche en espèces. L'ichtyofaune est très abondante. On y trouve entre autres le surubi (Pseudoplatystoma tigrinum), le pacú, le doradillo, le sábalo, le blanquillo et les poissons-chats appelés bagres (du genre pimelodus entre autres).

### Le Boto
Une sous-espèce de Boto (ou dauphin de l'Amazone) est connue pour habiter le système du Madeira. Il est malheureusement en danger d'extinction. Il peut atteindre 2,8 mètres de long et peser jusqu'à 150 kilos.

### Sources
- (es) F.A.O.
- (es) [PDF] Géopolitique des ressources naturelles et accords commerciaux en Amérique latine
- [PDF] Les flux de matières dissoutes et particulaires dans le bassin du rio Madeira
- [PDF] Les flux de matières dissoutes et particulaires dans le bassin du rio Madeira, autre version
- (es) [PDF] La balance hydrique bolivienne